# Danablu
Le Danablu est un fromage bleu danois, fabriqué au lait de vache.
Il contient en moyenne 30 % de gras et 51 % d'humidité. Des cétones méthyliques sont responsables du caractère fruité de ce type de fromage. Comme tout fromage bleu, il utilise le Penicillium roqueforti comme son agent protéolytique principal. Une étude montre que les bactéries lactiques pouvaient stimuler le P. roqueforti en produisant les acides aminés, l'arginine et la leucine dans ce fromage.
La production du Danablu représente 7 % de la production danoise de fromage en 1975-1976.
Le Danablu bénéficie d'une IGP.